# Associazione Calcio Treviso 1951-1952
Questa voce raccoglie le informazioni riguardanti l''Associazione Calcio Treviso nelle competizioni ufficiali della stagione 1951-1952.

## Stagione
L'A.C. Treviso nella stagione 1951-1952 partecipa al campionato di Serie B: classificandosi al sesto posto con 41 punti assieme al Piombino, 12 punti in meno della Roma, promossa in Serie A.

## Maglia
| Casa |

## Rosa
| N. |                   | Ruolo | Calciatore              |
| -- | ----------------- | ----- | ----------------------- |
|    | Italia (bandiera) | P     | Silvano Moretto         |
|    | Italia (bandiera) | P     | Emilio Pozzan           |
|    | Italia (bandiera) | D     | Giovanni Nello Cattozzo |
|    | Italia (bandiera) | D     | Lorenzo Chiodi          |
|    | Italia (bandiera) | D     | Aldo Comisso            |
|    | Italia (bandiera) | D     | Antonio Mion            |
|    | Italia (bandiera) | D     | Sergio Realini          |
|    | Italia (bandiera) | D     | Giancarlo Zorzi         |
|    | Italia (bandiera) | C     | Alberto Bonaretti       |

| N. |                    | Ruolo | Calciatore              |
| -- | ------------------ | ----- | ----------------------- |
|    | Italia (bandiera)  | C     | Luciano Martinelli      |
|    | Italia (bandiera)  | C     | Mario Pantaleoni        |
|    | Croazia (bandiera) | C     | Ottorino Paulinich      |
|    | Italia (bandiera)  | C     | Dino Pavanello          |
|    | Italia (bandiera)  | C     | Bruno Ruzza             |
|    | Italia (bandiera)  | A     | Giuseppe Dozzo          |
|    | Italia (bandiera)  | A     | Giuseppe Giordano Persi |
|    | Italia (bandiera)  | A     | Pietro Trapanelli       |
|    | Italia (bandiera)  | A     | Aldo Vascellari         |

## Risultati

### Campionato

#### Girone di andata
| Arbitro: | Jonni (Macerata) |

|             |           |               |
| Campari 82’ | Marcatori | 89’ Bonaretti |

| Brescia 16 settembre 1951 2ª giornata | Brescia           | 0 – 0 | Treviso | Stadium di viale Piave\| Arbitro: \| Bilotti (Ravenna) \| |
| Arbitro:                              | Bilotti (Ravenna) |       |         |                                                           |

| Treviso 23 settembre 1951 3ª giornata | Treviso         | 0 – 0 | Messina | Stadio Comunale\| Arbitro: \| Perego (Milano) \| |
| Arbitro:                              | Perego (Milano) |       |         |                                                  |

| Arbitro: | Canavesio (Torino) |

|               |           |  |
| Pavanello 65’ | Marcatori |  |

| Arbitro: | Cartei (Firenze) |

|                              |           |                |
| Venturi 21’ (rig.) Galli 90’ | Marcatori | 26’ Pantaleoni |

| Treviso 14 ottobre 1951 6ª giornata | Treviso               | 0 – 0 | Livorno | Stadio Comunale (3.000 spett.)\| Arbitro: \| De Gregorio (Legnano) \| |
| Arbitro:                            | De Gregorio (Legnano) |       |         |                                                                       |

| Arbitro: | Coppa (Como) |

|                        |           |             |
| Palma 46’ Malavasi 55’ | Marcatori | 86’ Comisso |

| Arbitro: | Fortina (Novara) |

|                         |           |  |
| Bonaretti 21’ Persi 32’ | Marcatori |  |

| Arbitro: | Caputo (Molfetta) |

|                                                     |           |                         |
| Lerici 1’ Fabris 4’, 20’ Marchetto 47’ Compiani 62’ | Marcatori | 15’ Persi 61’ Paulinich |

| Arbitro: | Matucci (Seregno) |

|                    |           |            |
| Bonaretti 59’, 68’ | Marcatori | 89’ Pozzan |

| Catania 2 dicembre 1951 11ª giornata | Catania | 2 – 1 | Treviso | Stadio Cibali |

| Salerno 9 dicembre 1951 12ª giornata | Salernitana | 1 – 1 | Treviso | Stadio Comunale |

| Treviso 16 dicembre 1951 13ª giornata | Treviso | 1 – 0 | Fanfulla | Stadio Comunale |

| Treviso 23 dicembre 1951 14ª giornata | Treviso | 2 – 1 | Piombino | Stadio Comunale |

| Modena 30 dicembre 1951 15ª giornata | Modena | 2 – 2 | Treviso | Stadio Comunale |

| Treviso 6 gennaio 1952 16ª giornata | Treviso | 4 – 0 | Monza | Stadio Comunale |

| Treviso 13 gennaio 1952 17ª giornata | Treviso | 1 – 1 | Siracusa | Stadio Comunale |

| Valdagno 20 gennaio 1952 18ª giornata | Marzotto Valdagno | 0 – 0 | Treviso | Stadio dei Fiori |

| Genova 27 gennaio 1952 19ª giornata | Genoa | 1 – 0 | Treviso | Stadio Luigi Ferraris |

#### Girone di ritorno
| Treviso 3 febbraio 1952 20ª giornata | Treviso | 3 – 0 | Reggiana | Stadio Comunale |

| Treviso 10 febbraio 1952 21ª giornata | Treviso | 1 – 0 | Brescia | Stadio Comunale |

| Messina 17 febbraio 1952 22ª giornata | Messina | 2 – 1 | Treviso | Stadio Giovanni Celeste |

| Venezia 2 marzo 1952 23ª giornata | Venezia | 1 – 0 | Treviso | Stadio Pier Luigi Penzo |

| Treviso 9 marzo 1952 24ª giornata | Treviso | 2 – 0 | Roma | Stadio Comunale |

| Livorno 16 marzo 1952 25ª giornata | Livorno | 1 – 2 | Treviso | Stadio Comunale |

| Treviso 23 marzo 1952 26ª giornata | Treviso | 2 – 1 | Stabia | Stadio Comunale |

| Pisa 30 marzo 1952 27ª giornata | Pisa | 2 – 0 | Treviso | Stadio Arena Garibaldi |

| Treviso 6 aprile 1952 28ª giornata | Treviso | 1 – 1 | Vicenza | Stadio Comunale |

| Verona 13 aprile 1952 29ª giornata | Verona | 0 – 1 | Treviso | Stadio Marcantonio Bentegodi |

| Treviso 20 aprile 1952 30ª giornata | Treviso | 0 – 0 | Catania | Stadio Comunale |

| Treviso 27 aprile 1952 31ª giornata | Treviso | 4 – 1 | Salernitana | Stadio Comunale |

| Lodi 4 maggio 1952 32ª giornata | Fanfulla | 3 – 1 | Treviso | Stadio Dossenina |

| Piombino 11 maggio 1952 33ª giornata | Piombino | 4 – 0 | Treviso | Stadio Magona d'Italia |

| Treviso 25 maggio 1952 34ª giornata | Treviso | 3 – 1 | Modena | Stadio Comunale |

| Monza 1º giugno 1952 35ª giornata | Monza | 1 – 0 | Treviso | Stadio San Gregorio |

| Siracusa 8 giugno 1952 36ª giornata | Siracusa | 0 – 0 | Treviso | Stadio Vittorio Emanuele III |

| Treviso 15 giugno 1952 37ª giornata | Treviso | 0 – 0 | Marzotto Valdagno | Stadio Comunale |

| Treviso 22 giugno 1952 38ª giornata | Treviso | 1 – 1 | Genoa | Stadio Comunale |

## Statistiche

### Statistiche di squadra
| Competizione | Punti | In casa | In casa | In casa | In casa | In casa | In casa | In trasferta | In trasferta | In trasferta | In trasferta | In trasferta | In trasferta | Totale | Totale | Totale | Totale | Totale | Totale | DR |
| Competizione | Punti | G       | V       | N       | P       | Gf      | Gs      | G            | V            | N            | P            | Gf           | Gs           | G      | V      | N      | P      | Gf     | Gs     | DR |
| ------------ | ----- | ------- | ------- | ------- | ------- | ------- | ------- | ------------ | ------------ | ------------ | ------------ | ------------ | ------------ | ------ | ------ | ------ | ------ | ------ | ------ | -- |
| Serie B      | 41    | 19      | 12      | 7       | 0       | 30      | 8       | 19           | 2            | 6            | 11           | 14           | 30           | 38     | 14     | 13     | 11     | 44     | 38     | +6 |

### Statistiche dei giocatori
| Giocatore     | Serie B  | Serie B |
| Giocatore     | Presenze | Reti    |
| ------------- | -------- | ------- |
| A. Bonaretti  | 28       | 7       |
| G. Cattozzo   | 37       | 0       |
| L. Chiodi     | 37       | 0       |
| A. Comisso    | 22       | 1       |
| G. Dozzo      | 3        | 0       |
| L. Martinelli | 4        | 2       |
| A. Mion       | 1        | 0       |
| S. Moretto    | 6        | -6      |
| M. Pantaleoni | 21       | 2       |
| O. Paulinich  | 31       | 1       |
| D. Pavanello  | 28       | 3       |
| G.G. Persi    | 35       | 15      |
| E. Pozzan     | 32       | -32     |
| S. Realini    | 38       | 0       |
| B. Ruzza      | 37       | 3       |
| P. Trapanelli | 20       | 0       |
| A. Vascellari | 34       | 10      |
| G. Zorzi      | 4        | 0       |